# Nieuw-Zeeland op de Olympische Zomerspelen 1988
Nieuw-Zeeland nam deel aan de Olympische Zomerspelen 1988 in Seoel, Zuid-Korea.
Er werd een recordaantal medailles gewonnen door deze delegatie, waarvan drie gouden.

## Medailleoverzicht
| Sport        | Olympiër                                                     | Discipline           | Medaille |
| ------------ | ------------------------------------------------------------ | -------------------- | -------- |
| Kanovaren    | Ian Ferguson Paul MacDonald                                  | K-2 500m (m)         | Goud     |
| Paardensport | Mark Todd                                                    | eventing individueel | Goud     |
| Zeilen       | Bruce Kendall                                                | Divisie II (m)       | Goud     |
| Kanovaren    | Ian Ferguson Paul MacDonald                                  | K-2 1000m (m)        | Zilver   |
| Zeilen       | Rex Sellers Chris Timms                                      | tornado              | Zilver   |
| Kanovaren    | Paul MacDonald                                               | K-1 500m (m)         | Brons    |
| Paardensport | Andrew Bennie Margaret Knighton Tinks Pottinger Mark Todd    | eventing team        | Brons    |
| Roeien       | Eric Verdonk                                                 | skiff (m)            | Brons    |
| Roeien       | George Keys Ian Wright Greg Johnston Chris White Andrew Bird | vier-met (m)         | Brons    |
| Roeien       | Lynley Hannen Nikki Payne                                    | twee-zonder (v)      | Brons    |
| Zeilen       | John Cutler                                                  | finn (m)             | Brons    |
| Zwemmen      | Paul Kingsman                                                | 200m rugslag (m)     | Brons    |
| Zwemmen      | Anthony Mosse                                                | 200m vlinderslag (m) | Brons    |

## Deelnemers en resultaten
(m) = mannen, (v) = vrouwen, (g) = gemengd

### Atletiek
| Olympiër             | Discipline   | Resultaat | Prestatie                                          |
| -------------------- | ------------ | --------- | -------------------------------------------------- |
| John Campbell        | marathon (m) | 12e       | 2:14.08                                            |
| Simon Poelman        | tienkamp (m) | 16e       | 8021 punten                                        |
|                      |              |           |                                                    |
| Christine Pfitzinger | 3000m (v)    | 21e       | serie 1: 9de in 9.01,30                            |
| Anne Audain          | 10000m (v)   | 11e       | serie 1: 12de in 32.10,73 finale: 11de in 32.10,47 |
| Christine McMiken    | 10000m (v)   | 23e       | serie 2: 10de in 32.20,39                          |
| Lorraine Moller      | marathon (v) | 33e       | 2:37.52                                            |

### Boogschieten
| Olympiër     | Discipline      | Resultaat | Prestatie                              |
| ------------ | --------------- | --------- | -------------------------------------- |
| Ann Shurrock | individueel (v) | 36e       | plaatsingsronde: 36ste met 1217 punten |

### Gewichtheffen
| Olympiër    | Discipline | Resultaat | Prestatie                    |
| ----------- | ---------- | --------- | ---------------------------- |
| Kevin Blake | -100kg (m) | DNF       | trekken: geen geldige poging |

### Gymnastiek
| Olympiër      | Discipline               | Resultaat | Prestatie                             |
| ------------- | ------------------------ | --------- | ------------------------------------- |
| Angela Walker | ritmisch individueel (v) | 32e       | kwalificatie: 32ste met 36,950 punten |

### Judo
| Olympiër     | Discipline | Resultaat | Prestatie |
| ------------ | ---------- | --------- | --- |
| Brent Cooper | -65kg (m)  | 5e        | 1ste ronde: vrij 2de ronde: W van SEN Sène: ippon 3de ronde: W van MAR El-Mamoun: ippon kwartfinale: V van POL Pawłowski: koka herkansingen: W van BEL Laats: koka bronzen finale: V van JPN Yamamoto: ippon |
| Bill Vincent | -86kg (m)  | 13e       | 1ste ronde: vrij 2de ronde: W van CAN Jani: ippon 3de ronde: V van GBR White: ippon |

### Kanovaren
| Olympiër                                                  | Discipline    | Resultaat | Prestatie                                                                                                   |
| --------------------------------------------------------- | ------------- | --------- | --- |
| Paul MacDonald                                            | K-1 500m (m)  | Brons     | serie 1: 2de in 1.41,65 halve finale 2: 1ste in 1.43,33 finale: 3de in 1.46,46                              |
| Alan Thompson                                             | K-1 1000m (m) | 6e        | serie 3: 4de in 3.48,10 herkansingen: 1ste in 3.46,20 halve finale 2: 4de in 3.45,40 finale: 6de in 3.56,91 |
| Ian Ferguson Paul MacDonald                               | K-2 500m (m)  | Goud      | serie 3: 1ste in 1.32,32 halve finale 3: 1ste in 1.33,81 finale: 1ste in 1.33,98                            |
| Ian Ferguson Paul MacDonald                               | K-2 1000m (m) | Zilver    | serie 2: 1ste in 3.20,44 halve finale 2: 1ste in 3.23,13 finale: 2de in 3.32,71                             |
| Grant Bramwell Brent Clode John McDonald Stephen Richards | K-4 1000m (m) | 14e       | serie 3: 5de in 3.10,27 herkansingen: 3de in 3.11,27 halve finale 2: 4de in 3.15,90                         |

### Paardensport
| Olympiër                                                  | Discipline  | Resultaat | Prestatie |
| Eventing                                                  | Eventing    | Eventing  | Eventing |
| --------------------------------------------------------- | ----------- | --------- | --- |
| Tony Graham                                               | individueel | 20e       | dressuur: 8ste met 52,20 strafpunten cross-country: 21ste met 85,60 strafpunten springconcours: 23ste met 5 strafpunten totaal: 162,80 strafpunten |
| Margaret Knighton                                         | individueel | DNF       | dressuur: 36ste met 74,60 strafpunten cross-country: 24ste met 90 strafpunten springconcours: niet gestart                                         |
| Tinks Pottinger                                           | individueel | 5e        | dressuur: 23ste met 65,80 strafpunten cross-country: 1ste met 0 strafpunten springconcours: 1ste met 0 strafpunten totaal: 65,80 strafpunten       |
| Mark Todd                                                 | individueel | Goud      | dressuur: 1ste met 37,60 strafpunten cross-country: 1ste met 0 strafpunten springconcours: 11de met 5 strafpunten totaal: 42,60 strafpunten        |
| Andrew Bennie Margaret Knighton Tinks Pottinger Mark Todd | team        | Brons     | dressuur: 3de met 155,60 strafpunten cross-country: 2de met 85,60 strafpunten springconcours: 6de met 30 strafpunten totaal: 271,20 strafpunten    |
| Springconcours                                            |             |           | |
| Maurice Beatson                                           | individueel | 48e       | kwalificatie: 48ste met 59,50 strafpunten |
| John Cottle                                               | individueel | DNF       | kwalificatie: niet gefinisht |
| Mark Todd                                                 | individueel | 30e       | kwalificatie: 30ste met 88 strafpunten |
| Harvey Wilson                                             | individueel | Goud      | kwalificatie: 55ste met 42,00 strafpunten |
| Maurice Beatson Colin McIntosh Mark Todd Harvey Wilson    | team        | 12e       | 1ste ronde: 12de met 52,25 strafpunten 2de ronde: 10de met 44,75 strafpunten totaal: 97 strafpunten                                                |

### Roeien
| Olympiër                                                       | Discipline      | Resultaat | Prestatie                                                                        |
| -------------------------------------------------------------- | --------------- | --------- | -------------------------------------------------------------------------------- |
| Eric Verdonk                                                   | skiff (m)       | Brons     | serie 3: 1ste in 7.18,69 halve finale 1: 3de in 7.11,98 finale: 3de in 6.58,66   |
| Greg Johnston Chris White Andrew Bird                          | twee-met (m)    | DNF       | serie 1: 3de in 7.22,32 halve finale 1: niet gestart                             |
| Campbell Clayton-Greene Geoff Cotter Bill Coventry Neil Gibson | vier-zonder (m) | 7e        | serie 2: 2de in 6.06,75 halve finale 1: 4de in 6.06,60 finale B: 1ste in 6.04,74 |
| George Keys Ian Wright Greg Johnston Chris White Andrew Bird   | vier-met (m)    | Brons     | serie 1: 3de in 6.03,35 halve finale 1: 3de in 6.10,41 finale: 3de in 6.15,78    |
|                                                                |                 |           |                                                                                  |
| Nikki Payne Lynley Hannen                                      | twee-zonder (v) | Brons     | serie 1: 2de in 8.02,39 herkansingen: 1ste in 7.59,93 finale: 3de in 7.35,68     |

### Schermen
| Olympiër     | Discipline | Resultaat | Prestatie |
| ------------ | ---------- | --------- | --- |
| Martin Brill | degen (m)  | 7e        | 1ste ronde groep K: 3de V van FIN Winter: 4-5 V van URS Tyshko: 0-5 W van AUT Birnbaum~: 5-1 W van ARU Thomas: 5-0 W van HKG Keung: 5-2 2de ronde groep B: 2de V van FRG Pusch: 2-5 W van CHN Ma: 5-2 W van AUT Strohmeyer: 5-4 W van ARG Turiace: 5-4 3de ronde groep G: 1ste W van ITA Mazzoni: 5-3 W van CAN Dessureault: 5-3 V van SUI Gaille: 4-5 V van BRA Fonseca: 4-5 W van CHN Ma: 5-2 4de ronde: W van ITA Pantano: 10-8 5de ronde: V van URS Shuvalov: 9-10 herkansingen: W van FRG Gerull: 10-7 herkansingen 2: W van SUI Gaille: 10-5 herkansingen 3: W van AUT Strohmeyer: 10-7 kwartfinale: V van URS Shuvalov: 3-10 |

### Schietsport
| Olympiër          | Discipline             | Resultaat | Prestatie                                                 |
| ----------------- | ---------------------- | --------- | --------------------------------------------------------- |
| Stephen Petterson | 50m geweer liggend (m) | 10e       | kwalificatie: 10de met 596 punten (100-100-99-97-100-100) |
| Greg Yelavich     | 50m pistool (m)        | 41e       | kwalificatie: 41ste met 535 punten (91-91-85-91-88-89)    |
|                   |                        |           |                                                           |
| John Farrell      | skeet                  | 51e       | kwalificatie: 51ste met 137 punten                        |
| John Woolley      | skeet                  | 33e       | kwalificatie: 33ste met 143 punten                        |

### Tafeltennis
| Olympiër                      | Discipline     | Resultaat | Prestatie |
| ----------------------------- | -------------- | --------- | --- |
| Barry Griffiths               | enkelspel (m)  | 41e       | groep B: 7de V van SWE Waldner: 0-3 V van CHN Xu: 0-3 V van FRG Böhm: 1-3 V van TPE Chih: 0-3 V van INA Meringgi: 2-3 W van FRA Birocheau: 3-2 W van MRI Hosnani: 3-1                                        |
| Barry Griffiths Peter Jackson | dubbemspel (m) | 29e       | groep B: 8ste V van SWE Appelgren/Waldner: 0-2 V van KOR Kim/Kim: 0-2 V van DOM Alvarez/Fermin: 0-2 V van TPE Chih/Chih: 0-2 W van AUT Yi/Baer: 2-0 V van FRG Boehm/Rebel: 0-2 V van GBR Douglas/Andrew: 0-2 |

### Tennis
| Olympiër                    | Discipline     | Resultaat | Prestatie |
| --------------------------- | -------------- | --------- | --- |
| Kelly Evernden              | enkelspel (m)  | 17e       | 1ste ronde: W van YUG Ivanišević: 7-6(0), 6-3, 6-3 2de ronde: V van ISR Mansdorf: 4-6, 6-3, 1-6, 5-7                        |
| Bruce Derlin Kelly Evernden | dubbelspel (m) | 9e        | 1ste ronde: W van ARG Frana/Jaite: 6-4, 4-1, opgave 2de ronde: V van AUS Cahill/John Fitzgerald: 7-6(6), 4-6, 2-6, 6-3, 1-6 |
|                             |                |           | |
| Belinda Cordwell            | enkelspel (v)  | 33e       | 1ste ronde: V van GBR Gomer: 6-4, 5-7, 2-6                                                                                  |

### Wielersport
| Olympiër                                                     | Discipline                    | Resultaat | Prestatie                                                                                                  |
| Baan                                                         | Baan                          | Baan      | Baan |
| ------------------------------------------------------------ | ----------------------------- | --------- | --- |
| Tony Graham                                                  | tijdrit (m)                   | 7e        | 1.05,744                                                                                                   |
| Gary Anderson                                                | individuele achtervolging (m) | 7e        | kwalificatie: 8ste in 4.41,83 1ste ronde: W van SUI Risi: 4.41,25 kwartfinale: V van GBR Sturgess: 4.42,82 |
| Craig Connell Nigel Donnelly Andrew Whitford Stuart Williams | ploegenachtervolging (m)      | 14e       | kwalificatie: 14de in 4.26,13                                                                              |
| Weg                                                          |                               |           | |
| Brian Fowler                                                 | wegwedstrijd (m)              | 75e       | 4:32.56 |
| Graeme Miller                                                | wegwedstrijd (m)              | 8e        | 4:32.46 |
| Wayne Morgan                                                 | wegwedstrijd (m)              | DNF       | niet gefinisht                                                                                             |
| Brian Fowler Greg Fraine Paul Leitch Gavin Stevens           | ploegentijdrit (m)            | 12e       | 2:03.48,7                                                                                                  |
|                                                              |                               |           | |
| Madonna Harris                                               | wegwedstrijd (v)              | DNF       | niet gefinisht                                                                                             |

### Worstelen
| Olympiër         | Discipline  | Resultaat   | Prestatie                                                                   |
| Vrije stijl      | Vrije stijl | Vrije stijl | Vrije stijl                                                                 |
| ---------------- | ----------- | ----------- | --------------------------------------------------------------------------- |
| Brent Hollamby   | -57kg (m)   | 9e          | groep B: 5de W van PAN Meña: 3-1 V van CHN Chen: 1-3 V van MGL Battuul: 0-4 |
| Steve Reinsfield | -62kg (m)   | 27e         | groep B: 14de V van GDR Polky: 0-3 V van URS Sarkisyan: 0-3,5               |

### Zeilen
| Olympiër                             | Discipline      | Resultaat | Prestatie                        |
| ------------------------------------ | --------------- | --------- | -------------------------------- |
| John Cutler                          | finn (m)        | Brons     | 45,0 punten: (9-10-4-4-8-1-1)    |
| Bruce Kendall                        | divisie II (m)  | Goud      | 35,4 punten: (3-3-1-5-8-1-9)     |
| Peter Evans Simon Mander             | 470 (m)         | 6e        | 62,7 punten: (3-8-11-18-2-7-5)   |
|                                      |                 |           |                                  |
| Fiona Galloway Jan Shearer           | 470 (v)         | 6e        | 83,7 punten: (16-15-11-13-7-7-6) |
|                                      |                 |           |                                  |
| Murray Jones Greg Knowles            | flying dutchman | 5e        | 60,0 punten: (2-1-9-4-12-14-10)  |
| Rex Sellers Chris Timms              | tornado         | 5e        | 60,0 punten: (10-3-1-4-6-1-5)    |
| Simon Daubney Tom Dodson Aran Hansen | soling          | 7e        | 74,4 punten: (4-9-7-16-3-15-6)   |

### Zwemmen
| Olympiër                                               | Discipline            | Resultaat | Prestatie                                            |
| ------------------------------------------------------ | --------------------- | --------- | ---------------------------------------------------- |
| Ross Anderson                                          | 100m vrije slag (m)   | 36e       | serie 7: 7de in 52,33                                |
| Paul Kingsman                                          | 100m rugslag (m)      | 19e       | serie 7: 5de in 57,80                                |
| Paul Kingsman                                          | 200m rugslag (m)      | Brons     | serie 6: 4de in 2.02,20 finale: 3de in 2.00,48 (NR)  |
| Anthony Beks                                           | 100m schoolslag (m)   | 39e       | serie 4: 5de in 1.05,65                              |
| Richard Lockhart                                       | 100m schoolslag (m)   | 46e       | serie 4: 7de in 1.06,27                              |
| Anthony Beks                                           | 200m schoolslag (m)   | 42e       | serie 1: 1ste in 2.27,26                             |
| Richard Lockhart                                       | 200m schoolslag (m)   | 36e       | serie 3: 6de in 2.24,52                              |
| Ross Anderson                                          | 100m vlinderslag (m)  | 25e       | serie 4: 3de in 56,31                                |
| Anthony Mosse                                          | 100m vlinderslag (m)  | 10e       | serie 5: 3de in 54,63 finale B: 2de in 54,63         |
| Ross Anderson                                          | 200m vlinderslag (m)  | 20e       | serie 3: 2de in 2.02,40                              |
| Anthony Mosse                                          | 200m vlinderslag (m)  | Brons     | serie 4: 1ste in 1.58,71 finale: 3de in 1.58,28 (NR) |
| Paul Kingsman Anthony Beks Anthony Mosse Ross Anderson | 4x100m wisselslag (m) | 11e       | serie 3: 4de in 3.48,93                              |
|                                                        |                       |           |                                                      |
| Sylvia Hume                                            | 100m rugslag (v)      | 25e       | serie 4: 8ste in 1.05,81                             |
| Sharon Musson                                          | 100m rugslag (v)      | 15e       | serie 5: 7de in 1.04,58 finale B: 7de in 1.04,17     |
| Sylvia Hume                                            | 200m rugslag (v)      | 21e       | serie 3: 5de in 2.21,55                              |
| Sharon Musson                                          | 200m rugslag (v)      | 10e       | serie 5: 5de in 2.17,47 finale B: 2de in 2.16,06     |

Afghanistan · Algerije · Amerikaanse Maagdeneilanden · Amerikaans-Samoa · Andorra · Angola · Antigua en Barbuda · Argentinië · Aruba · Australië · Bahama’s · Bahrein · Bangladesh · Barbados · België · Belize · Benin · Bermuda · Bhutan · Birma · Bolivia · Bondsrepubliek Duitsland · Botswana · Brazilië · Britse Maagdeneilanden · Brunei · Bulgarije · Burkina Faso · Canada · Centraal-Afrikaanse Republiek · Chili · China · Chinees Taipei · Colombia · Congo-Brazzaville · Cookeilanden · Costa Rica · Cyprus · Denemarken · Djibouti · Dominicaanse Republiek · Duitse Democratische Republiek · Ecuador · Egypte · El Salvador · Equatoriaal-Guinea · Fiji · Filipijnen · Finland · Frankrijk · Gabon · Gambia · Ghana · Grenada · Griekenland · Groot-Brittannië · Guam · Guatemala · Guinee · Guyana · Haïti · Honduras · Hongarije · Hongkong · Ierland · IJsland · India · Indonesië · Irak · Iran · Israël · Italië · Ivoorkust · Jamaica · Japan · Joegoslavië · Jordanië · Kaaimaneilanden · Kameroen · Kenia · Koeweit · Laos · Lesotho · Libanon · Liberia · Libië · Liechtenstein · Luxemburg · Malawi · Malediven · Maleisië · Mali · Malta · Marokko · Mauritanië · Mauritius · Mexico · Monaco · Mongolië · Mozambique · Nederland · Nederlandse Antillen · Nepal · Nieuw-Zeeland · Niger · Nigeria · Noord-Jemen · Noorwegen · Oeganda · Oman · Oostenrijk · Pakistan · Panama · Papoea-Nieuw-Guinea · Paraguay · Peru · Polen · Portugal · Puerto Rico · Qatar · Roemenië · Rwanda · Saint Vincent en de Grenadines · Salomonseilanden · Samoa · San Marino · Saoedi-Arabië · Senegal · Sierra Leone · Singapore · Soedan · Somalië · Sovjet-Unie · Spanje · Sri Lanka · Suriname · Swaziland · Syrië · Tanzania · Thailand · Togo · Tonga · Trinidad en Tobago · Tsjaad · Tsjecho-Slowakije · Tunesië · Turkije · Uruguay · Vanuatu · Venezuela · Verenigde Arabische Emiraten · Verenigde Staten · Vietnam · Zaïre · Zambia · Zimbabwe · Zuid-Jemen · Zuid-Korea · Zweden · Zwitserland